# 世界で一番しあわせな食堂
『世界で一番しあわせな食堂』（せかいでいちばんしあわせなしょくどう、Mestari Cheng）は2019年のフィンランド・イギリス・中国のコメディドラマ映画。
監督はミカ・カウリスマキ、出演はチュー・パック・ホングとアンナ＝マイヤ・トゥオッコなど。
フィンランドの小さな村の食堂にやって来た中国人親子が、極上の料理を介して村人たちと異文化交流する姿を描いた人情劇。

## ストーリー
フィンランド北部の小さな村でシルカが1人で切り盛りする食堂に、フォントロンという名の恩人を捜しに中国人の男チェンが幼い息子ニュニョを連れてやって来る。しかし、フォントロンを知る者は誰もおらず、行くあてのなくなったチェン親子はそのまま村に居着くことになる。
やがて、チェンが上海でプロの料理人だったことを知ったシルカは、恩人捜しを手伝う代わりに食堂で料理を作ってほしいと頼む。チェンの作る美味しく、身体にも良い料理のおかげで店は大繁盛し、チェン親子は村人たちと打ち解けていく。そんなある日、フォントロンがフォルストロムの聞き間違いだったことが判明するが、フォルストロムは既に亡くなっていた。実は、チェンは妻が交通事故で亡くなったショックから酒浸りとなり、借金まみれになっていたところをフォルストロムに助けられ、その際に借りた金を返すために村に来ていたのである。恩を返せなかった傷心のチェンはニュニョを連れて中国へ帰ることにする。しかし、既にチェン親子と離れがたくなっていたシルカの説得で、親子はもうしばらく村に残ることを決める。こうしてチェン親子はシルカとますます家族のような関係になり、ついにチェンとシルカは結ばれる。ところが、食堂の常連客でもある警官から、シルカはチェン親子のビザの期限が切れていることを知らされる。ビザについて既に承知していたチェンは、警官やシルカにも知られた以上、村を去るしかないと考えるが、シルカをはじめとする村人たちとの絆や、シルカを母のように慕うニュニョの気持ちによって考えを改める。
しばらくして警官らがチェン親子を訪ねて食堂にやってくる。いつもどおりに店内は客で溢れているが、そこにチェン親子とシルカの姿はない。実は3人は中国にいた。チェンとシルカはそこで結婚することになったと村人たちに報告するとともに、いずれは村に戻ると告げる。

## キャスト
- チェン: チュー・パック・ホング（中国語版） - 上海から来た料理人。
- シルカ: アンナ＝マイヤ・トゥオッコ（フィンランド語版） - 食堂の女主人。
- ニュニョ: ルーカス・スアン - チェンの息子。
- ロンパイネン: カリ・ヴァーナネン（フィンランド語版） - 食堂の常連客の老人。
- ヴィルプラ: ヴェサ＝マッティ・ロイリ（フィンランド語版） - 食堂の常連客の老人。

## 製作
290万ユーロの製作費はフィンランド映画の平均と比べてほぼ倍、また撮影は2018年の夏に6週間にわたって行われたが、この撮影期間はフィンランドの長編映画の平均と比べて2、3週間ほど長い。